# Латтимор, Ричмонд
Ричмонд Латтимор (англ. Richmond Alexander Lattimore; 6 мая 1906, Баодин, Китай — 26 февраля 1982) — американский поэт и переводчик, известный переводами с древнегреческого, особенно версиями «Илиады» и «Одиссея», которые считаются одними из лучших доступных английских переводов.
Член Американской академии искусств и наук, Американского философского общества.

## Биография
Брат Латтимор, Оуэн — востоковед.
В 1926 году окончил Дартмутский колледж.
Как стипендиат Родса обучался в оксфордском Крайст-Чёрч (бакалавр искусств, 1932), где впоследствии получил звание почётного студента. Степень доктора философии получил в Иллинойсском университете (1934).
В следующем году поступил на греческий департамент в Брин-Мор-колледж.
В 1943—1946 годах служил в ВМС США оставив свою должность в Брин-Мор-колледж, куда вернулся после войны.
С 1971 года на пенсии.
Занимался также библейскими переводами.
Был женат, имел двоих сыновей.